# Grace Unplugged
Pour plus de détails, voir Fiche technique et Distribution.
Grace Unplugged est un film chrétien, dramatique et musical sorti en 2013.

## Synopsis
Grace Trey (AJ Michalka) est une adolescente bien sous tous rapports, membre active de l'église chrétienne évangélique fondée par son père, qui est pasteur. Mais étant née dans une famille chrétienne, elle a adopté cette vie comme une habitude, pas comme un mode de vie, elle n'a pas compris l'amour de Dieu. À l’approche de ses 18 ans, celle-ci songe à quitter cette chorale de l'Église pour commencer la carrière musicale qui lui est destinée, car elle veut chanter comme dans le monde, comme ces stars qu'elle voit à la télé. Elle veut mélanger les genres de musique, et son père a beau lui dire qu'on ne peut mélanger les deux, vivre les deux vies, elle refuse de l'entendre. Tout va au conflit, Grace a besoin d'exister, de faire les choses par elle-même. Alors elle s'en va découvrir le monde, devenir ce qu'elle veut, comme elle l'entend.

## Distribution
- AJ Michalka : Gracie Trey
- James Denton : Johnny Trey
- Kevin Pollak : Frank "Mossy" Mostin
- Shawnee Smith : Michelle Trey
- Michael Welch : Quentin
- Jamie Grace : Rachel
- Emma Catherwood : Kendra Burroughs
- Chris Ellis : Pasteur Tim Bryant
- Rob Steinberg : Larry Reynolds
- Kelly Thiebaud : Renae Taylor
- Patricia French : Sally Benson
- Anthony Reynolds : père de Quentin, Rick
- Aimee Dunn : mère de Quentin, Donna
- Pia Toscano : Alyssa
- Tiffany Campbell : Réceptionniste
- Zane Holtz : Jay Grayson
- Madison Wolfe : la jeune Grace
- Mary Shaw : Sharon Bryant
- Chris Tomlin : lui-même
- Jared Lankford : joueur de basse

## Musique
Le single de Michalka chanté dans le film, All I've Ever Needed, est sorti le 25 juin 2013.

### Liste des chansons
1. All I've Ever Needed - AJ Michalka
2. Desert Song - AJ Michalka
3. You Never Let Go en duo avec James Denton - AJ Michalka
4. Misunderstood - AJ Michalka
5. Holding On - Jamie Grace
6. Our God - Chris Tomlin
7. Steal My Show - TobyMac
8. In and Out of Time - Colton Dixon
9. The Void - Nine Lashes
10. The Space Between Us - Shawn McDonald
11. Welcome to Daylight - Luminate
12. Amazing Grace - Josh Wilson

## Autour du film

### Production
Le film a été filmé principalement à Birmingham, en Alabama. Les scènes ont été filmées au Théâtre d'Alabama. Le tournage a aussi eu lieu à Los Angeles, en Californie.
Le film se base en partie sur la vie du producteur Russ Rice dont la fille s'est enfuie de la maison et a rejeté la foi chrétienne dans laquelle elle a grandi.

## Réception

### Box-office
Le film a récolté 2,5 millions de dollars au box-office mondial pour un budget de 1,7 million de dollars.